# 162 Laurentia
För andra betydelser, se Laurentia.
162 Laurentia är en asteroid upptäckt 21 april 1876 av astronomen Prosper Henry i Paris. Asteroiden har fått sitt namn efter den franske astronomen J. Laurent, upptäckaren till 51 Nemausa.